# Młodzieżowy Puchar Europy w Lekkoatletyce 1992
1. Młodzieżowy Puchar Europy w Lekkoatletyce – drużynowe zawody lekkoatletyczne dla sportowców do lat 22 zorganizowane przez European Athletics Association w roku 1992. Zawodnicy rywalizowali w dywizji A w Gateshead oraz w dywizji B w Villeneuve-d’Ascq.

## Rezultaty

### Dywizja A

#### Wyniki punktowe

##### Mężczyźni
| Pozycja | Reprezentacja   | Punkty |
| ------- | --------------- | ------ |
| 1       | Niemcy          | 95     |
| 2       | Wielka Brytania | 75     |
| 3       | Włochy          | 70     |
| 4       | Finlandia       | 55     |
| 4       | Francja         | 55     |
| 6       | Hiszpania       | 47     |
| 7       | Polska          | DNS    |
| 8       | WNP             | DNS    |

##### Kobiety
| Pozycja | Reprezentacja   | Punkty |
| ------- | --------------- | ------ |
| 1       | Wielka Brytania | 87     |
| 2       | Niemcy          | 72     |
| 3       | Rumunia         | 69     |
| 4       | Włochy          | 68     |
| 5       | Czechosłowacja  | 67     |
| 6       | Hiszpania       | 46     |
| 7       | Węgry           | 37     |
| 8       | WNP             | DNS    |

### Dywizja B

#### Wyniki punktowe

##### Mężczyźni
| Pozycja | Reprezentacja  | Punkty |
| ------- | -------------- | ------ |
| 1       | Czechosłowacja | 109    |
| 2       | Szwecja        | 108    |
| 3       | Węgry          | 93     |
| 4       | Grecja         | 73     |
| 5       | Portugalia     | 71     |
| 5       | Rumunia        | 71     |
| 6       | Bułgaria       | 69     |
| 6       | Szwajcaria     | 69     |

##### Kobiety
| Pozycja | Reprezentacja | Punkty |
| ------- | ------------- | ------ |
| 1       | Francja       | 101    |
| 2       | Finlandia     | 87     |
| 3       | Bułgaria      | 79     |
| 4       | Szwecja       | 72,5   |
| 5       | Portugalia    | 70     |
| 6       | Holandia      | 69     |
| 7       | Norwegia      | 59,5   |
| 8       | Belgia        | 36     |